# Cryptodesmus getschmanni
Cryptodesmus getschmanni är en mångfotingart som beskrevs av Karsch 1880. Cryptodesmus getschmanni ingår i släktet Cryptodesmus och familjen Cryptodesmidae. Inga underarter finns listade i Catalogue of Life.